# Charly Hübner
Charly Hübner, pseudonimo di Carsten Johannes Marcus Hubner (Neustrelitz, 4 dicembre 1972), è un attore e regista tedesco di teatro, cinema e televisione.

## Biografia
È nato dai locandieri Johannes e Margitta Hübner ed è cresciuto a Feldberg-Carwitz, nel distretto di Neustrelitz. Ha maturato la sua prima esperienza di recitazione in un teatro amatoriale. Dopo essersi diplomato alla EOS Clara Zetkin (ora scuola superiore Carolinum) di Neustrelitz nel 1991, ha lavorato al Landestheater Neustrelitz come attore e assistente alla regia.
Nel 1993 ha iniziato i suoi studi presso l'Accademia di Arte Drammatica Ernst Busch di Berlino. Durante gli studi conosce i registi teatrali Tom Kühnel e Robert Schuster. Insieme lavorano a produzioni per il Maxim-Gorki-Theater e lo Schaubühne di Berlino, e dal 1997 anche per lo Schauspielhaus e il TAT di Francoforte sul Meno. Tra il 1996 e il 2002, Hübner ha lavorato tra gli altri con i registi Amélie Niermeyer, Peter Eschberg, Hans Hollmann e Christian Tschirner. Nel 2008 ha continuato il suo lavoro teatrale allo Schauspielhaus di Zurigo dopo una lunga pausa. Dal 2011 ha recitato allo Schauspiel di Colonia sotto la direzione di Karin Beier, che ha seguito alla Deutsche Schauspielhaus di Amburgo nel 2013.
Nel 2003, Hübner ha lasciato il palco del teatro per la macchina da presa. È apparso per la prima volta come attore cinematografico in molti ruoli secondari interpretando la parte di "piccola gente" o del "buon amico". Solo nel 2005 ha preso parte a 17 progetti cinematografici. Ha guadagnato ulteriore fama attraverso uno spot per Dresdner Bank . La vera spinta alla carriera è avvenuta nel 2006, quando è comparso nel lungometraggio vincitore dell'Oscar- Le vite degli altri, dove ha impersonato un sergente maggiore della Stasi che assume la sorveglianza notturna dell'ufficiale interpretato da Ulrich Mühe .
Nel 2007, Hübner ha ottenuto un ruolo di primo piano come medico legale Dr. Thomas Renner nella serie poliziesca di RTL Post Mortem . Ha anche interpretato ruoli da protagonista nel film Autopiloten e nel dramma sociale della ZDF Beyond Death . È apparso negli sketch della serie comica di Sat.1 Ladykracher dal 2008 come partner di Anke Engelke . Dal 2010, Charly Hübner e Anneke Kim Sarnau hanno formato il duo investigativo Bukow e König negli episodi di Rostock Police Call 110 della NDR . Per i casi di immagine del nemico e ... e tu ne sei fuori, i due hanno ricevuto una nomination per il Grimme Prize 2012, l'episodio Fischerkrieg ha portato Hübner al Bavarian TV Prize nel 2013. Ha anche ricevuto molti elogi dalla critica per il suo ruolo da protagonista come sociopatico nello psicodramma Under Neighbors, per il quale ha anche ricevuto la telecamera d'oro 2013 come "miglior attore tedesco". Nel 2012 ha partecipato alla serie d'azione co-prodotta a livello internazionale Transporter nei panni del meccanico Dieter. Nel 2013 Charly Hübner ha realizzato il suo primo piccolo documentario come regista. Ha girato la parte sul Meclemburgo-Pomerania occidentale per il documentario ARD 16 × Germania . Nel 2014 ha interpretato il ruolo principale nella commedia Bornholmer Straße su Harald Jäger, che aprì il confine tra Berlino Est e Berlino Ovest il 9 Novembre 1989. Nel 2017 ha presentato il suo documentario Wildes Herz sulla band Feine Sahne Fischfilet al Festival Internazionale per i Documentari e i film d'animazione di Leipzig, che ha ricevuto quattro premi.

### Vita privata
Charly Hübner è sposato con l'attrice Lina Beckmann e vive ad Amburgo.

## Filmografia

### Attore

#### Cinema
- Über Nacht, regia di Horst Krassa (2003)
- Doppio fallo (Männer wie wir), regia di Sherry Hormann (2004)
- Papa, regia di Piotr J. Lewandowski - cortometraggio (2004)
- Im Schwitzkasten, regia di Eoin Moore (2005)
- Ende einer Strecke, regia di Bastian Günther - cortometraggio (2005)
- Le vite degli altri (Das Leben Der Anderen), regia di Florian Henckel von Donnersmarck (2006)
- Vier Töchter, regia di Rainer Kaufmann (2006)
- Zepp, regia di Moritz Laube (2007)
- Autopiloten, regia di Bastian Günther (2007)
- Hände weg von Mississippi, regia di Detlev Buck (2007)
- Schimmelblume, regia di Ki Bun - cortometraggio (2007)
- Tell, regia di Mike Eschmann (2007)
- Der Befehl, regia di Toby Bräuhauser - cortometraggio (2007)
- Bauer, Vater & Sohn, regia di Piotr J. Lewandowski - cortometraggio (2008)
- Up! Up! To the Sky, regia di Hardi Sturm (2008)
- Der will nur spielen!, regia di Axel Ranisch - cortometraggio (2008)
- Hardcover, regia di Christian Zübert (2008)
- Krabat e il mulino dei dodici corvi (Krabat), regia di Marco Kreuzpaintner (2008)
- Der rosa Riese, regia di Rosa von Praunheim (2008)
- In jeder Sekunde, regia di Jan Fehse (2008)
- 1 1/2 Ritter - Auf der Suche nach der hinreißenden Herzelinde, regia di Til Schweiger e Torsten Künstler (2008)
- Schlaraffenland, regia di Sarah-Judith Mettke - cortometraggio (2009)
- Edgar, regia di Fabian Busch - cortometraggio (2009)
- La contessa (The Countess), regia di Julie Delpy (2009)
- Same Same But Different, regia di Detlev Buck (2009)
- Summertime Blues, regia di Marie Reich (2009)
- Unkraut im Paradies, regia di Bartosz Werner (2010)
- Utomlennye solntsem 2, regia di Nikita Sergeevič Michalkov (2011)
- Der Himmel hat vier Ecken, regia di Klaus Wirbitzky (2011)
- Trittschall im Kriechkeller, regia di Lars Jessen - cortometraggio (2011)
- Segreti nel vicinato (Unter Nachbarn), regia di Stephan Rick (2011)
- Miracolo a Natale (Als der Weihnachtsmann vom Himmel fiel), regia di Oliver Dieckmann (2011)
- Eltern, regia di Robert Thalheim (2013)
- Banklady, regia di Christian Alvart (2013)
- Bibi & Tina, regia di Detlev Buck (2014)
- Ohne Dich, regia di Alexandre Powelz (2014)
- Amok - Follia omicida (Amok), regia di Zoltan Paul (2014)
- Bibi & Tina voll verhext!, regia di Detlev Buck (2014)
- Halbe Brüder, regia di Christian Alvart (2015)
- Bibi & Tina: Mädchen gegen Jungs, regia di Detlev Buck (2016)
- Junges Licht, regia di Adolf Winkelmann (2016)
- Vor der Morgenröte, regia di Maria Schrader (2016)
- Timm Thaler oder das verkaufte Lachen, regia di Andreas Dresen (2017)
- Magical Mystery oder: die Rückkehr des Karl Schmidt, regia di Arne Feldhusen (2017)
- Fühlen Sie sich manchmal ausgebrannt und leer?, regia di Lola Randl (2017)
- 3 Tage in Quiberon, regia di Emily Atef (2018)
- Lindenberg! Mach dein Ding, regia di Hermine Huntgeburth (2020)
- Bekenntnisse des Hochstaplers Felix Krull, regia di Detlev Buck (2021)

#### Televisione
- Adelheid und ihre Mörder – serie TV, episodio 4x12 (2003)

- Wenn Weihnachten wahr wird, regia di Sherry Hormann – film TV (2003)
- Lolle (Berlin, Berlin) – serie TV, episodi 3x07-3x08 (2004)
- Das Zimmermädchen und der Millionär, regia di Andreas Senn – film TV (2004)
- Alphateam - Die Lebensretter im OP – serie TV, episodio 9x22 (2004)
- SK Kölsch – serie TV, episodi 5x04-6x13 (2003-2004)
- Ein Engel namens Hans-Dieter, regia di Hajo Gies – film TV (2004)
- Jetzt erst recht! – serie TV, episodio 1x01 (2005)
- Im Namen des Gesetzes – serie TV, episodio 9x15 (2005)
- Ein Kuckuckskind der Liebe, regia di Martin Enlen – film TV (2005)
- Der Dicke – serie TV, episodi 1x08-1x12 (2005)
- Doppelter Einsatz – serie TV, episodio 12x04 (2006)
- Balko – serie TV, episodio 8x06 (2006)
- Meine verrückte türkische Hochzeit, regia di Stefan Holtz – film TV (2006)
- Die Abrechnung, regia di Thorsten Näter – film TV (2006)
- Das Duo – serie TV, episodio 1x11 (2006)
- Die Verlorenen, regia di Christian Görlitz e Lluís Maria Güell – film TV (2006)
- Die Cleveren – serie TV, episodio 6x01 (2006)
- Helen, Fred und Ted, regia di Sherry Hormann – film TV (2006)
- Abschnitt 40 – serie TV, episodio 4x01 (2006)
- Pastewka – serie TV, episodio 2x02 (2006)
- Neger, Neger, Schornsteinfeger, regia di Jörg Grünler – film TV (2006)
- Spur der Hoffnung, regia di Hannu Salonen – film TV (2006)
- Mutterglück, regia di Christian Görlitz – film TV (2006)
- Blackout - Die Erinnerung ist tödlich – miniserie TV, episodio 1x01 (2006)
- Einfache Leute, regia di Thorsten Näter – film TV (2007)
- Squadra Speciale Colonia (SOKO Köln) – serie TV, episodio 4x12 (2007)
- Kahlschlag, regia di Patrick Tauss – film TV (2007)
- Litigi di cioccolato (Wie angelt man sich seine Chefin), regia di Sophie Allet-Coche – film TV (2007)
- Eine folgenschwere Affäre, regia di Martin Enlen – film TV (2007)
- Post Mortem - Segreti dall'aldilà (Post Mortem) – serie TV, 13 episodi (2007-2008)
- Die dunkle Seite, regia di Peter Keglevic – film TV (2008)
- Maja – serie TV, episodio 1x05 (2008)
- Einer bleibt sitzen, regia di Tim Trageser – film TV (2008)
- Squadra Speciale Cobra 11 (Alarm für Cobra 11 - Die Autobahnpolizei) – serie TV, episodio 14x09 (2008)
- L'ombra della giustizia (Schatten der Gerechtigkeit), regia di Hans-Günther Bücking – film TV (2009)
- Über den Tod hinaus, regia di Andreas Senn – film TV (2009)
- Sieben Tage, regia di Petra Katharina Wagner – film TV (2009)
- Die Expositionsmaßnahme nach Verbier – serie TV (2011)
- Herzversagen, regia di Dagmar Hirtz – film TV (2012)
- Ladykracher – serie TV, 55 episodi (2008-2013)
- Transporter: The Series – serie TV, 13 episodi (2012-2014)
- Bornholmer Straße, regia di Christian Schwochow – film TV (2014)
- Vorsicht vor Leuten, regia di Arne Feldhusen – film TV (2015)
- Anderst schön, regia di Bartosz Werner – film TV (2015)
- Einmal Hallig und zurück, regia di Hermine Huntgeburth – film TV (2015)
- Der verlorene Bruder, regia di Matti Geschonneck – film TV (2015)
- Jürgen - Heute wird gelebt, regia di Lars Jessen – film TV (2017)
- Angst in meinem Kopf, regia di Thomas Stiller – film TV (2018)
- Der Tatortreiniger – serie TV, episodi 1x01-4x02-7x04 (2011-2018)
- Klassentreffen, regia di Jan Georg Schütte – film TV (2019)
- Sommer nach dem Abi, regia di Eoin Moore – film TV (2019)
- Tatort – serie TV, 8 episodi (2004-2020)
- Unterleuten - Das zerrissene Dorf – miniserie TV, episodi 1x01-1x02-1x03 (2020)
- Hausen – miniserie TV, 8 puntate (2020)
- Das Verhör in der Nacht, regia di Matti Geschonneck – film TV (2020)
- Für immer Sommer 90, regia di Lars Jessen e Jan Georg Schütte – film TV (2020)
- Kranitz - Bei Trennung Geld zurück – serie TV (2021)
- Polizeiruf 110 – serie TV, 25 episodi (2005-2022)

## Doppiaggio
- Tiffany e i tre briganti (Die Drei Räuber), regia di Hayo Freitag (2007)
- 2014: Martin Baltscheit : solo 1 giorno - Regista: Martin Baltscheit, Markus Langer (spettacolo radiofonico per bambini)
- 2016: Martin Baltscheit: Crow and Bear - Regia: Martin Baltscheit, Markus Langer (spettacolo radiofonico per bambini)
- 2016: Karen Duve : Power (audiolibro)
- 2017: Graham Norton : An Irish Village Police Officer (Audiolibro)
- 2018: Udo Lindenberg & Thomas Hüetlin: Udo (audiolibro)
- 2019: Jörg Fauser : The Snake Mouth (audiolibro)
- 2019: Graham Norton : An Irish Family (Audiolibro)
- 2019: Sam Copeland : Charlie ottiene il sussulto (audiolibro)
- 2019: Dirk Kummer : Everything just made of sugar sand (audiolibro)

## Doppiatori italiani
- Fabrizio Vidale ne Le vite degli altri
- Vittorio De Angelis in Post Mortem - Segreti dall'aldilà
- Alessandro Messina in Krabat e il mulino dei dodici corvi
- Stefano Alessandroni in Hausen

Da doppiatore è sostituito da:
- Fabrizio Vidale in Tiffany e i tre briganti

## Premi
- 2012: Nomination per il Grimme Prize Special per Polizeiruf 110: Enemy and Polizeiruf 110:… e tu sei fuori (insieme ad Anneke Kim Sarnau)
- 2012: Miglior attore al Fancine festival de cine fantástico della Universidad de Málaga per Unter Neighbors[7]
- 2012: Premio Metropolis per il miglior regista tedesco "Miglior attore" per Unter Neighbors e Polizeiruf 110: l'uno porta il fardello dell'altro
- 2013: Golden Camera nella categoria "Miglior attore tedesco" per Unter Neighbors
- 2013: Premio televisivo bavarese per il miglior attore nella categoria "Serie e serie" per Polizeiruf 110: Fischerkrieg
- 2014: Giove come miglior attore televisivo per Polizeiruf 110: Between the Worlds
- 2014: Actor Award al Baden-Baden TV Film Festival per Bornholmer Strasse
- 2015: Premio Grimme per Bornholmer Strasse .
- 2015: German Comedy Award come miglior attore per Beware of People
- 2015: Gertrud-Eysoldt-Ring per i suoi ruoli in Uncle Wanja e Schuld und atonement al Deutsches Schauspielhaus Hamburg
- 2017: Premio di sponsorizzazione DEFA da DOK Leipzig per Wild Heart
- 2017: Premio documentario del Goethe Institute del DOK di Lipsia per Wild Heart
- 2017: ver.di award del DOK Leipzig for wild heart
- 2017: Thought-Aufschluss-Preis della DOK Leipzig per Wildes Herz
- 2018: Premio Ernst Lubitsch per il ruolo di Karl Schmidt nel film Magical Mystery di Arne Feldhusen
- 2018: Premio Telecamera d'oro per Jürgen - Oggi viviamo come il miglior film TV tedesco (ruolo: Bernd Würmer, sceneggiatura: Heinz Strunk)
- 2018: Premio per il miglior film documentario al Bolzano Film Festival Bozen per Wildes Herz ai registi Charly Hübner e Sebastian Schulz
- 2018: Nomination per il German Film Award nella categoria "Miglior ruolo non protagonista" in 3 giorni a Quiberon
- 2018: Gilde Filmpreis, miglior documentazione, per Wildes Herz
- 2018: VUT IndieAward, Best Experiment, per Wildes Herz
- 2018: Premio per la cultura pop per Wildes Herz come "Storia più bella" 2018
- 2018: Premio per il teatro di Amburgo - Rolf Mares per la "Outstanding performance" del ruolo Fritz Honka in The Golden Glove al Deutsches Schauspielhaus Hamburg, regia di Studio Braun
- 2019: Roland-Filmpreis Tatort Eifel per il Polizeiruf 110 Rostock della NDR
- 2020: Golden Hen nella categoria recitazione